# Nogometna zveza Slovenije
Nogometna zveza Slovenije (NZS) – ogólnopaństwowy związek sportowy, który zarządza słoweńską piłką nożną (męską i żeńską) we wszystkich kategoriach wiekowych. Siedziba związku mieści się w Lublanie. Związek powstał 14 kwietnia 1920 jako Lublański Podzwiązek Piłki Nożnej, a od 1994 jest członkiem FIFA i UEFA. W 2020 odznaczony Złotym Order za Zasługi.

## Podział administracyjny Związku
Związek Piłki Nożnej Słowenii dzieli się 9 międzygminnych związków piłki nożnej (słoweń. medobčinske nogometne zveze, MNZ):
- Międzygminny Związek Piłki Nożnej w Celje
- Międzygminny Związek Piłki Nożnej Górnej Krainy w Kranju
- Międzygminny Związek Piłki Nożnej w Koprze
- Międzygminny Związek Piłki Nożnej w Lendavie
- Międzygminny Związek Piłki Nożnej w Lublanie
- Międzygminny Związek Piłki Nożnej w Mariborze
- Międzygminny Związek Piłki Nożnej w Murskiej Sobocie
- Międzygminny Związek Piłki Nożnej w Nowej Goricy
- Międzygminny Związek Piłki Nożnej w Ptuju

## System ligowy

### Kobiety
| Poziom | Liga            | Liga            | Liga            | Liga            | Liga            | Liga            | Liga            | Liga            | Liga            | Liga |
| ------ | --------------- | --------------- | --------------- | --------------- | --------------- | --------------- | --------------- | --------------- | --------------- | ---- |
| 1      | I liga 7 drużyn | I liga 7 drużyn | I liga 7 drużyn | I liga 7 drużyn | I liga 7 drużyn | I liga 7 drużyn | I liga 7 drużyn | I liga 7 drużyn | I liga 7 drużyn |      |

### Mężczyźni
| 1 | I liga 10 drużyn; spadek: 1 lub 2 drużyny                    | I liga 10 drużyn; spadek: 1 lub 2 drużyny                    |
| 2 | II liga 16 drużyn; awans: 1 lub 2 drużyny; spadek: 2 drużyny | II liga 16 drużyn; awans: 1 lub 2 drużyny; spadek: 2 drużyny |
| 3 | III liga                                                     | III liga                                                     |
| 3 | grupa zachodnia 14 drużyn; awans: 1 drużyna                  | grupa wschodnia 12 drużyn; awans: 1 drużyna                  |